# Razdoblje Kofun
Razdoblje Kofun (japanski: 古墳時代, romanizirano: Kofun jidai) razdoblje je u povijesti Japana koje je trajalo od oko 250. do 538. godine i uslijedilo razdoblju Yayoi. Riječ kofun na japanskom označava grobni humak karakterističan za to razdoblje. Kofunsko razdoblje i razdoblje Asuka se ponekad zajedno nazivaju razdoblje Yamato. 
Razdoblje Kofun predstavlja najstariji dio pisane povijesti Japana; zbog nepouzdanosti primarnih povijesnih izvora koji ga opisuju, proučavanje tog razdoblja se u velikom dijelu temelji na njihovoj kritici, odnosno uporabom arheologije.
Od razdoblja Asuka razlikuje se prije svega po kulturnim značajkama. U političkom smislu ga je karakterizirao moćni klan koji je pobjedom nad svojim suparnicima uspostavio vlast nad većim dijelom zapadnog Honshūa i sjeverne polovice Kyūshūa, a kasnije postao carska kuća Japana.